# 大東流合氣柔術
大東流合氣柔術，是日本古代柔術的一個門派，也是現代合氣道的源流之一。「中興之祖」武田惣角（1870～1943）為其最早的傳播者。其前身據說為陸奧會津藩的殿中武術。

## 歷史
日本的體術，特別是源氏後人繼承的古流武術，大都以新羅三郎源義光為本派始祖（八幡太郎源義家的弟弟）。作為甲斐武田氏氏後人的大東流合氣柔術也不例外。據武田惣角向弟子講述本派歷史時說，大東流合氣柔術本原為甲斐武田家的家傳武術，甲斐武田氏滅亡後，武田的族名便被會津藩主的保科氏（即會津松平氏）後一部分自稱為甲斐武田氏後裔的會津坂下的武田村人繼承，而該技則以「御式內」的名稱在會津藩的高階武士間秘密教授繼承。
到了日本近代，明治30年（1897年），在靈山神社任宮司的保科賴母（又名西鄉賴母）將該技，即「御氏內」傳於會津武田氏的武術家武田惣角，並命其將該技廣為傳播。武田惣角因此被稱為「大東流中興之祖」，踏遍日本全國，將大東流技法授予世人。武田惣角所授之人皆載於英名錄、謝禮錄之上。後來武田惣角的徒弟之一植芝盛平將其改編為合氣道。而武田惣角的朝鮮籍貼身僕從崔龍述則將其發展為有別於日本的韓國式合氣道。

## 現代研究
根據近年來武術史的研究，對於武田惣角所述的「大東流傳承史」持懷疑的聲音較多。
- 在武田惣角之前，沒有關於大東流歷史的書面證據。而根據傳播史研究，武田惣角是將學得的古流劍術（小野派一刀流和直心影流、特別是以竹刀練習為主。但據惣角弟子和直接接觸其的人物言，非直心影流而可能為鏡新明智流）、槍術以及柔術等結合後編成的技術體系，即「新創的武術」說。

- 武田惣角首席弟子佐川幸義認為如此繁雜的技法體系，在時間跨度如此之長的情況下，不可能得到完整地傳承，而看了保科賴母的照片後，認為其也並非能使用合氣之人，因此大東流更可能是惣角自己創設的武術門派。事實上，保科賴母的養子柔道家西鄉四郎，也看不出曾修習過大東流技法，因此是賴母所傳的會津傳承武術的說法也值得懷疑。

因此，認為大東流是惣角將自身所學武術，加上和其他流派武術家交流或比武之後習得的他流武術技法，綜合研究後創造的全新的武術流派，再冠以武田家傳統武術之名進行傳授的可能性更高。

## 傳承體系
大東流合氣柔術的技法體系根據各派的傳承有一定差異，但大致以武田惣角所授免狀（目錄）為基礎。但如下6種傳書傳授卷是否全部存在尚待研考。大東流自明治32年出現在武術界至昭和初期，只對外教授秘傳目錄118個條和秘傳奧義之事36個條2卷的內容，因此其他的傳授卷並未為世人所見（據久琢磨所言，本派有技法共計2884手，變化技超過10000種之多，而大東流合氣柔術中的「合氣」概念，是有其獨創的武術含意的，與其他名稱中帶有合氣的武術門派是不可相提並論的）。
1. 大東流柔術秘傳目錄118個條裡表
2. 合氣之術53個條裡表
3. 秘傳奧儀之事36個條裡表
4. 秘傳御信用之手84個條上中下
5. 解釋總傳之事477個條
6. 皆傳之事88個條

此外還有以合氣二刀流為首的合氣武器術（劍術、槍術、棒術、手裏劍術等）。
※但每個分支都有不同，有的是並未傳授、有的是傳授後又失傳了、有的則只傳授一部分技法。
也有武田惣角授教授代理免許的各個師範各自製作新的技術體系和傳授卷（卷物）的情況。
最早傳播者為武田惣角，其後由其弟子們在日本各地教授，主要有如下幾人。

### 一代目

#### 武田時宗
1916～1993。原名宗三郎。武田惣角的三男。從北海道刑警位辭職後在山田水產工作。從該社退休後，成為大東流合氣武道宗家，在北海道網走市開設大東館道場，教授大東流合氣武道。為了再現武田惣角的劍法，編入了弘前藩傳小野派一刀流。將各種技法起名後再整編為五個條後加以教授。弟子有佐野松雄（北見市）、加藤茂光（網走市）、近藤勝之（東京都）、武田宗光（會津阪下町）等。

#### 佐川幸義
1902～1998。第34代大東流合氣柔術宗家。大東流中首位稱宗家者，將宗家位讓予武田時宗後，稱大東流合氣武術宗範（一段時期，也稱「天空佐川流」、「佐川派大東流」、「正傳大東流」）。在東京都小平市開設佐川道場教授大東流。研究武田惣角所授的合氣劍術。此外還習得甲源一刀流劍術、荒木流柔術、大島流槍術，並將甲源一刀流按合氣原理編纂後，獨創了合氣甲源一刀流劍術（向弟子同時傳授大東流合氣劍術和合氣甲源一刀流劍術）。也考慮創編合氣拳法。逝世後，弟子們繼續研究佐川傳大東流合氣武術。

#### 久琢磨
1895～1980。先於鈴木商店工作，後轉至大阪朝日新聞社。在大阪朝日新聞社工作時為了防止當地暴徒襲擊，與其他幾人一起向植芝盛平、後向武田惣角學習大東流合氣柔術。為唯一一位自武田惣角處獲得免許皆傳者。將從植芝盛平和武田惣角學習的技法拍攝成集。在大阪府組建了關西合氣道俱樂部，並向朝日新聞大阪總社、竹中工務店、大阪燃氣等傳授大東流。接受了宗家武田時宗邀請，擔任大東館道場本部長。至今琢磨會仍由其弟子等繼續經營。弟子有森恕、大神謙吉、宇佐見清道等。

#### 堀川幸道
1894～1980。本名幸太郎。在北海道各地任教師期間教授大東流合氣柔術。後於北海道北見市組織幸道會。自武田惣角處習合氣之技，自其父堀川泰宗（武田惣角在北海道傳授大東流時最早的弟子之一）處習得大東流合氣柔術各技。由於本職是教員，能寫善書，曾為文盲的惣角代寫免狀和卷物。1974年9月由石田和外（原最高法院法官、一刀傳無刀流、寶藏院高田派宗家，本人在1938年於舊制第一高等學校（現東京大學）擊劍部時代曾接受幸道的大東流短期指導）倡議，與町村金五（原自治大臣）等八人聯名授予其大東流合氣柔術永世名人位。弟子有其子堀川剛道（室蘭）、幸道會總本部長井上祐助、新保建雄、六方會岡本正剛、愛知縣瀧口雄二、光道錦戶武夫、牧羊館米澤克己等。其中本州較知名的，堀川幸道早期弟子「3羽鳥」（岡本正剛的師兄），為堀川剛道（室蘭）、西川道德（中湧）、吉田隆（札幌）。

#### 吉田幸太郎
1883～1966。植芝盛平與武田惣角相識的介紹人。得武田惣角代理教授許可。弟子有極真空手創始人大山倍達、韓國式合氣道創始者崔龍述 （吉田朝男）、美國空手家理查德·金以及地曳秀峰、近藤勝之等。晩年由於半身不遂，移居茨城縣日立市，只教授少數弟子。

#### 植芝盛平
出身於和歌山縣田邊市。合氣道創始者。得其大東流捲物的弟子有望月稔、富木謙治、鹽田剛三等。與大阪朝日新聞社道場，教授久琢磨等人大東流（當時取朝日字音稱旭流）柔術。雖習得一部分合氣劍術，但於戰後，以鹿島新當流為基礎，自編了「合氣劍」（與大東流合氣劍術無關）。

#### 細野恆次郎
在東京都江戶川區小岩開設振榮館道場教授大東流。弟子有地曳秀峰（八光流柔術、中國武術家）、近藤勝之等。

#### 松田敏美
1895年左右～？。本名豐作。在北海道旭川市開設松武館道場教授大東流合氣柔術。弟子有在群馬縣大間間町開設練心館道場的前田武、在北海道帶廣市開設元信館道場的寶田元信、八光流柔術開祖奧山龍峰（後也向武田學藝）、以導引術知名的道家合氣術（道家動功術）的早島正雄等。

#### 山本角義
本名留吉。稱大東流合氣柔術總主。戰後在北海道苫小牧市開設柔進館道場教授大東流合氣柔術，擔任苫小牧警察署逮捕術教官。另研究居合後，創無限神刀流居合術。是最後一名從武田惣角處獲教授代理者、惣角逝世前仍在其身邊，據說得其合氣口述心法。

### 二代目

#### 近藤勝之
1945年～。武田時宗弟子。最初向細野恆次郎，其後向吉田幸太郎和其師兄地曳秀峰（八光流皆傳師範）學藝，之後前往北海道，邀請武田時宗赴東京，學習大東流柔術。1988年任宗家代理、免許皆傳（武田時宗病倒）。現任大東流合氣柔術本部長、總務長（不是指全體大東流合氣柔術流派的本部長、總務長、指的是舊大東館系真武館道場系的本部長、總務長）。

#### 武田宗光
1955年左右～。武田時宗弟子。武田惣角的玄孫（武田惣角長子武田宗清的曾孫，與武田惣角四子同名）。在經營武田氏先祖留下的福島縣河沼郡會津阪下町的農業的同時，一邊在各地指導大東流合氣柔術。最初從會津阪下町祖父處習武田家家傳武術，其後接受武田時宗指導。1977年作為武田時宗大東館分部在福島縣開展教學活動，大東館解散後，以會津阪下町作為本部，開始獨立活動。在福島縣、新潟縣、東京都等八處開設分部，弟子以宗家稱之。

#### 森恕
1931年～。久琢磨弟子。1962年師從久琢磨學習大東流。1965年獲教授代理。1975年琢磨會成立時任總務長至今。本職為律師，也進行大東流指導。
1. 大神謙吉 1939年～。久琢磨弟子。1961年師從久琢磨學習大東流。1968年在兵庫縣西宮市開設大武館道場。雖參與了琢磨會的創立初期工作，但後來離開。除大東流之外還學習空手道，並研究對抗空手、拳法的技法。

#### 岡本正剛
1925年～。堀川幸道弟子。稱大東流合氣柔術六方會宗師。堀川幸道逝世後，在東京組建六方會。由於其將以前不為人知的大東流合氣柔術技法，特別是堀川系大東流技法，積極地以書籍和影像的形式發表，遭到了一部分保守的大東流師範的指責。

#### 鶴山晃瑞
最初學習合氣道和武田流合氣之術（中村派），其後遍訪武田時宗、堀川幸道、山本角義、久琢磨等各位師範，並開始學習大東流。撰寫了《圖解教學合氣道》、《圖解教學防身杖道》等早期介紹大東流的書籍。是大東流的綜合研究家和師範，受久琢磨的大東流免許皆傳後稱日本傳合氣柔術。提出以大東流合氣柔術體系的柔術、合氣柔術、合氣之術系統三分法。

#### 佐藤金兵衛
1926年～1999年。柔術家、中國武術家。最初學習八光流柔術、合氣道、柳生心眼流等柔術，其後與山本角義相識，將山本角義邀至東京家中學習大東流。後與其他流派結合後創設大和道。

#### 吉丸慶雪
1931年～。柔術家、中國武術家。在佐川幸義處修行後被逐出師門。其後入佐藤金兵衛的山本派。創合氣練體會。

#### 瀧口雄二
1945年～。合氣柔術家、空手家。最初師從早島正雄，後成為堀川幸道北見市時期的弟子，現居愛知縣。

## 正統性
武田惣角教授的流派名為大東流合氣柔術，自其子武田時宗始開始使用大東流合氣武道名。大東流合氣柔術與大東流合氣武道的關係，和柔術與柔道、武術對武道類似，即流派的宗旨不僅是授人於技，還要對於所學者有操守品格上的教育。除此之外，也有對於其他如大東流合氣武術、大東流合氣道、大東流三大技法日本傳合氣柔術等流派的傳播者們主張其獨特性的含意。武田惣角生前未對大東流合氣柔術設立段位制度，只頒發相對於學習程度的傳授卷（卷物）。而戰後各派大東流逐漸普及段位制度，同時也有門派和道場頒發傳授卷（卷物）。
大東流合氣柔術原先沒有宗家制度，武田惣角生前也僅任本部長，總務長。戰後武田時宗開始稱大東流合氣武道宗家。而佐川幸義則稱大東流合氣武術宗範、山本角義則稱大東流合氣柔術總主。
有人認為大東流合氣柔術是徒手格鬥術，而加上劍術和棒術等武器術後才是大東流合氣武道，這種說法有對於「柔術」和「武道」語意上的理解不同，也混同了佐川幸義所稱的大東流合氣武術的概念。
現在以教授武田惣角傳的大東流合氣柔術門派（團體）和大東流系武術教室遍佈全日本，但沒有像柔道的講道館、合氣道的合氣會之類的社會認知度較高的代表性組織。與此相對，不少門派都主張本派持有武田惣角或武田時宗頒發的正宗的教授代理、免許皆傳等許可。此外對於從武田時宗處得到免許皆傳和宗家代理的近藤勝之將「大東流」、「大東流合氣武道」、「大東流合氣柔術」三詞登記為商標的做法，也產生了獨佔「大東流」的否定意見，和可以防止無關團體隨意將大東流進行商業利用的贊成意見。（由於近藤勝之不顧武田時宗遺族取消商標登記的意見，獨自進行登記而遭到很多批評）
武田惣角在生前對於弟子名簿和教授記錄的資料——英名錄和謝禮錄等資料雖然很詳細，根據資料上記載，可確認的從武田惣角處得大東流免許皆傳的，僅有在大阪朝日新聞社道場受教的久琢磨和利根館正雄二人。 又據幸道會第二代本部長井上祐助和堀川幸道夫人堀川千惠子等說，武田惣角之子武田時宗原先也未持有大東流免許皆傳的卷物，是借武田惣角弟子堀川幸道所寫書物後抄寫的（武田惣角生前曾讓善寫的幾位弟子手書製作卷物）。
- 造成現今混亂的原因，主要有以下幾個原因。

1. 武田惣角在世時沒有創立權威性的管理機構，武田惣角亦未指定領導下一代的後繼人選。
2. 接受武田惣角頒發的教授代理免許的弟子們，都各自成派並在自己的道場進行教學。
3. 武田惣角並未製作嚴謹的大東流教程。（也有認為雖無嚴謹的教程，但還是有一定的教學結構）
4. 教學方法由於遵循古流，只是通過讓弟子觀看武田惣角的演武、接受武田惣角的施技來學習，即「偷藝」而非「學藝」，因此弟子對於習得的技法和詮釋、以及擅長的技法都不相同。
5. 武田惣角去世後，在網走市教授大東流的其子武田時宗，使用大東流合氣柔術和大東流合氣武道兩種名稱。

- 武田惣角沒有規定的大東流教學流程，而是根據對象經常使用不同的教授方法和技法名稱，又有以下說法。

1. 大東流非古代武術說：武田惣角是事實上的大東流創立者，武田惣角生前大東流雖然體系龐大，但仍在繼續發展過程當中。因此沒有系統的教學流程，而武田惣角隨著年歲增大，教授方法和技術內容也隨之變化。即武田惣角所授技法與其說是從前人處繼承得來，不如說是武田惣角技由心生，隨人而授。
2. 大東流是古代武術說：與現在幾十、幾百甚至幾千學員統一教學的形式不同，以前採取的是一對一的個別教學形式（也有數人的小組教學），每個弟子的體形、體力、性格不同，對於技法的理解也不同。而且即使相同技法，對於內弟子和外弟子的教學內容（特別是技法的核心「思維方式和技法含意」）也不會相同，這點對於其他古流流派或是中國武術門派來說也是共通的。武田惣角也是如此，根據弟子的情況和對弟子的信任程度不同，教授方法也會變化。（武田時宗弟子近藤勝之說，武田時宗也對內弟子和外弟子就相同技法採取不同的教授法）

現在認同大東流非古代武術說的人佔大多數，即大東流是武田惣角以所學的各派傳統武術為基礎新創的武術流派。而其他古流的傳統武術流派，也認為大東流技法即使在古流看來也極為獨特，換言之並非古代武術。

## 流派

### 舊大東館系
武田惣角三男．武田時宗在北海道網走市開設的大東流合氣武道大東館道場派系。
1. 舊大東館
  1. 真武館
  2. 舊誠心會系　中川紀念道場（網走市）至誠館（北見市）
  3. 技道會
  4. 川越武田家系
  5. 會津武田家系
  6. 獨立系

### 關西合氣道俱樂部系
免許皆傳師範．久琢磨在關西地區開設的關西合氣道俱樂部派系。
1. 琢磨會
  1. 大武館
  2. 清之鄉
  3. 白鳳流合氣武道
2. 日本傳合氣柔術系
  1. 瑞峰館
  2. 玄修會
    1. 玄真會

  3. 菅澤恆元（會名不明）
  4. 折笠合氣（會名不明）
    1. 金澤八景學院支部

  5. 嚴武館

### 佐川傳大東流合氣武術系
教授代理．佐川幸義在東京都小平市開設的大東流合氣武術總本部佐川道場派系。
1. 大東流合氣武術佐川道場（本部道場）
2. 大東流合氣武術相模原支部（高橋賢師範）

### 幸道會系
教授代理．堀川幸道在北海道北見市開設的大東流合氣柔術幸道會派系。
1. 幸道會
  1. 六方會
    1. 研鑽塾

  2. 剛道會
  3. 北見合氣武道會
  4. 大東流合氣柔術光道
  5. 愛知瀧口道場
  6. 小川道場
  7. 牧羊館
  8. 無傳塾
  9. 居合心劍流柔術、心技清榮館
  10. 北見工業大學合氣道部

### 松武館系
教授代理．松田敏美在北海道旭川市開設的松武館道場派系。
1. 舊松武館
  1. 元信館
  2. 練心館
    1. 弘道館
    2. 隆道會

  3. 八光流柔術
    1. 臣流柔術

  4. 道家合氣術
  5. 弘武會（韓國傳大東流系）

### 柔進館系
教授代理．山本角義在北海道苫小牧市開設的柔進館道場派系（後稱宣佈會柔進館）。
1. 舊柔進館
  1. 宣佈會柔進館
  2. 神刀柔進會
    1. 神刀道進會
    2. 玄武館世界忍法武藝聯盟、國際柔術聯盟總本部

  3. 日本兵法大和道本部
    1. 合氣練體會

### 西鄉派大東流合氣武術（衍生流派）
武田惣角由於不計弟子的地位和出身，教授大東流技法（這在當時的武術界是劃時代的做法），其弟子有的創立了自己特色的流派，有的弟子也衍生出其他的武術種類。其中代表性的衍生武術種類有合氣道、八光流柔術、無限神刀流居合、居合心劍流柔術和韓國式合氣道，此外也對其他柔術門派和空手道等也有影響，而其對於現代日本武術的發展所產生的影響更是無法估量。
大東流派系中有自稱繼承自西鄉賴母、西鄉四郎，而非會津藩甲斐武田氏的西鄉派大東流合氣武術等團體（也有部份自稱大東流或合氣的團體，但與西鄉賴母和甲斐武田氏是無關的）。
西鄉四郎確為西鄉賴母的養子，但由於西鄉賴母自身是否修行大東流武術尚存疑問，其養子西鄉四郎是否也傳授大東流技法的說法就值得懷疑了（上述已經就大東流很可能是明治之後才產生的武術流派進行過闡述）。而事實上，西鄉自身又出師自天神真楊流的井上道場。因此西鄉派大東流合氣柔術更可能是來自於武田惣角或其某位弟子的傳授，亦或是某位模仿（參考）大東流的技法人物新創的武術流派，為了對抗武田惣角所述的大東流傳承史而借了西鄉四郎傳大東流或是武田傳大東流的名號。

## 海外
- 中國

待補充
- 香港

武術講場大東流合氣柔術本會(真武館香港支部、香港大東流合氣柔術協會)
香港大東流合氣柔術協會是由愛爾蘭人Dermot Creagh先生在近藤勝之先生許可及支持下於2004年9月創立，道場長Dermot Creagh先生在近藤勝之先生的真武館修習大東流合氣柔術時達9年(1992-2001), 資歷黑帶三段，入門者需年滿18歲或以上，目前於沙田與深水埗有授課。
- 台灣

大東流合氣柔術極傳武塾(台灣大東流合氣柔術協會)
道場長Paul Wollos先生於1982年習練大東流至今，擁有大東流幸道會、無傳塾、六方會、西鄉派等證書，並具有極真空手及食鶴拳...等武術背景，其在台灣定居後於2001初次從木村達雄師範體驗佐川派大東流，之後以第一位外籍人士身份加入佐川道場，2011年獲得木村達雄師範許可教導大東流合氣武術技法，目前傳授體系以護身術為主的大東流柔術以及合氣技為主的佐川派大東流合氣武術，現今於台中、新竹、台北授課，道場不直接對外公開，參訪者需先經過預約。

## 來源出處
外部連結
1. ↑  .   [2015-02-24]. （原始内容存档于2015-02-24）.
2. ↑  .   [2021-09-01]. （原始内容存档于2017-04-23）.